# Szumátrai selymeskakukk
A szumátrai selymeskakukk (Rhopodytes sumatranus) a madarak osztályának kakukkalakúak (Cuculiformes) rendjébe, ezen belül a kakukkfélék (Cuculidae) családjába tartozó faj.
Egyes rendszerbesorolások a Phaenicophaeus nembe sorolják Phaenicophaeus sumatranus néven.

## Előfordulása
Brunei, Indonézia, Malajzia, Mianmar, Szingapúr és Thaiföld területén honos.

## Külső hivatkozás
- Képek az interneten a fajról